# Рубанов, Николай Ильич
Никола́й Ильи́ч Руба́нов (4 марта 1959, Мукачево, Закарпатская область, УССР) — российский авангардный саксофонист, участник групп АукцЫон, Джунгли, Союз Коммерческого Авангарда, Ру2, Сакс-Мафия. Инструменты: сопрано-, альт-, тенор-, баритон- и бас- саксофоны, бас-кларнет, клавишные инструменты и синтезатор.

## Биография
Учился на физфаке Ленинградского государственного университета.
С 1986 года играет в группе АукцЫон.
В 1993 году принял участие в записи альбома Преображение-1, записанного в созданном под эгидой Андрея Тропилло Продюсерском центре Представительства Евангелическо-лютеранских приходов России.
В 2002 году вошёл совместно с Сергеем Летовым, Эдуардом Сивковым и Юрием Яремчуком в квартет «Саксофонная мафия».

## Дискография

### Союз коммерческого авангарда
- 2003 — «Песни гадкого утенка». CD.[4]

### Сакс-мафия
- 2002 — «САКС-МАФИЯ.КОНЦЕРТ В ДОМе». CD. ХОР Рекордз.[3]

## Цитаты
- «Колик Рубанов изначально иронически-стыдливо лукавил, называя свой проект Союзом Коммерческого Авангарда. Нонсенс в названии группы это эстетическая платформа и программа Союза. Союза нерушимого, ибо строится он на прочной основе абсурдистского мирослышания и мироозвучания. Конечно, и аббревиатура названия, по которой обычно ансамбль и именуется, декларативна и немаловажна для понимания интенций создателей и участников проекта. И не только ямайский ска, но даже родной Спортивный Клуб Армии, оказывается вполне уместным в созданном музыкантами контексте. Немаловажен и генезис самих музыкантов. Академия Аукцыона взрастила и взлелеяла все то (лучшее и худшее), что СКА развивает в ином формате и для иной публики. Хорошие музыканты, собравшиеся для того, чтобы вместе поиграть хорошую музыку, при этом, поигрывая и в игры социокультурные — что может быть проще и достойней в сегодняшнем мире тотальной коммерции и художественного арьергарда?»[4] — Николай Дмитриев, 2003.